# Pop urbaine
La pop urbaine ou urban pop est un sous-genre de musique pop influencé par la musique urbaine, notamment le hip hop, le R&B et l'afrobeats. La pop urbaine est souvent considérée comme un mélange de styles musicaux populaires et de styles musicaux liés à la culture urbaine, qui séduit un public large et diversifié. La pop urbaine se caractérise par des mélodies accrocheuses, des rythmes rapides et des paroles simples mais efficaces.
À ne pas confondre avec la musique urbaine, un terme plus large qui englobe des genres comme le rap, le R&B ou le reggae, souvent considérés comme les racines de la pop urbaine. Contrairement à ces derniers, la pop urbaine vise une audience plus grand public en adaptant les codes de la culture urbaine à un format radio et commercial.

## Histoire
La pop urbaine prend ses racines dans les années 2000, dans un contexte où la pop traditionnelle commence à intégrer des sonorités plus modernes issues du hip-hop et du R&B. En Amérique du Nord, des artistes comme Rihanna ou Justin Timberlake ont contribué à populariser cette fusion, tandis qu'en France, le phénomène a explosé avec des artistes comme Diam’s, Vitaa, et plus récemment Aya Nakamura, qui a donné à la pop urbaine une visibilité internationale.
Au fil du temps, la pop urbaine a évolué en incorporant des influences diverses, telles que l'afrobeat, la trap, ou encore le reggaeton, tout en conservant une structure pop accessible.

### Impact culturel
La pop urbaine a marqué un tournant dans l’industrie musicale en démocratisant des sons et des récits issus des cultures populaires. Elle a permis à des artistes issus de minorités culturelles et sociales de toucher un public international, tout en valorisant les influences des quartiers populaires.
Cependant, cet impact s’accompagne de critiques. Certains y voient une "commercialisation" des genres urbains, qui perdraient leur authenticité au profit de sonorités édulcorées et calibrées pour les radios. À l’inverse, d’autres considèrent que la pop urbaine est un vecteur de diversité, reflétant les métissages culturels des grandes villes.

### Polémiques
La pop urbaine crée régulièrement des débats, notamment sur la récupération culturelle : Certains artistes pop issus de milieux privilégiés sont accusés d’adopter les codes des cultures urbaines sans en reconnaître les origines sociales et culturelles. La dilution des genres : Des critiques reprochent à la pop urbaine de lisser les influences du rap ou du R&B, jugées plus authentiques, pour les rendre plus "consommables" et les distinctions marketing : En France, par exemple, le terme "musique urbaine" est parfois utilisé comme un fourre-tout, occultant la spécificité de la pop urbaine et alimentant des clichés sur les artistes issus des banlieues.